# Pascal Stenzel
Pascal Stenzel (Bünde, 1996. március 20. –) német korosztályos válogatott labdarúgó, aki jelenleg a VfB Stuttgart játékosa.

## Sikerei, díjai
- SC Freiburg
  - Bundesliga 2: 2015-16